# Hannah Holgersson
Hannah Holgersson (Höör, 1976) es una soprano operística sueca.
Nació en Höör, condado de Skåne, Suecia. En 2003 debutó en la ópera como Zerlina en una representación de Don Giovanni de Mozart. En mayo de 2004 se graduó en el Royal College of Music de Estocolmo y recibió diplomas en interpretación de voz y pedagogía. Su profesora principal durante sus años allí fue la cantante Christina Öqvist-Matton.
Como solista ha actuado con orquestas como la Royal Philharmonic Orchestra, la Royal Opera Orchestra de Estocolmo, la Drottningholm Baroque Orchestra y Kroumata (conjunto de percusión), con directores como Alan Gilbert, Siegfried Köhler y Laurence Reenes. También ha colaborado con los compositores Ingvar Lidholm, Steve Dobrogosz y Kjell Perder.
Holgersson a menudo produce sus propios conciertos, tanto en Suecia como en el extranjero. También es solista en varios álbumes. Además de su carrera como solista, también enseña canto. Participó en el álbum Gothic Kabbalah de la banda de metal Therion, pero no hizo parte de la gira promocional del mismo.